# Mark Owen
Mark Anthony Patrick Owen (Oldham, 27 januari 1972) is een Britse zanger en songwriter. Owen werd in de jaren negentig beroemd als lid van de boyband Take That, die verder bestond uit onder anderen Robbie Williams en Gary Barlow. De groep was wereldwijd populair maar ging in 1996 uit elkaar, waarna Owen een weinig succesvolle solocarrière opstartte. In 2005 kwam Take That, inclusief Owen, weer bij elkaar.

## Biografie

### Jeugd
Owen werd geboren in 1972 in Oldham, gelegen in het Engelse graafschap Lancashire. Zijn gezin bestond verder uit zijn moeder Mary, vader Keith, broer Daniel en zijn zus Tracy. Zijn vader werkte onder meer als politieagent terwijl zijn moeder in een bakkerij werkte. Owen volgde middelbaar onderwijs aan de katholieke St. Augustinesschool in Oldham, terwijl hij daarvoor op de Holy Rosary basisschool zat. Owen had gedurende zijn jeugd de droom om profvoetballer te worden en werkte stages af bij verschillende Engelse clubs, zoals Chadderton FC, Huddersfield Town en Rochdale.

### Take That
Take That werd in 1990 opgericht en bestond uit vijf leden. Naast Owen waren dit Gary Barlow, Jason Orange, Howard Donald en Robbie Williams. Het nummer Babe, waarop Owen de hoofdvocalen verzorgt, werd een nummer 1-hit in het Verenigd Koninkrijk. Ook in Nederland was dit hun eerste echte hitː het stond vijftien weken in de Top 40 met de vierde positie als hoogste notering. Hierna was Owen ook leadzanger op het nummer The day after tomorrow, afkomstig van het album Nobody Else. In 1995 verliet Robbie Williams de groep, waarna in 1996 het doek viel voor Take That.
In 2005 kwamen de vier overgebleven leden van Take That weer bij elkaar voor een reünietournee. Door het grote succes hiervan werd tevens gewerkt aan een nieuw album, dat in 2006 uitkwam onder de naam Beautiful world. Owen was hierop leadzanger in de nummers Shine, Hold on en What you believe in. Shine werd als single uitgegeven en bereikte in Nederland de achttiende positie.
Na een tweede tournee in 2007 verscheen in 2008 het album The circus. Owen verzorgde op dit album in vier nummers de hoofdzang: Hello, Julie, Up all night en Hold up a light.
In 2010 kwam Robbie Williams weer bij Take That en dat zou een nieuw begin betekenen voor de groep. In datzelfde jaar kwam hun zesde studioalbum Progress uit. Op dit album is Owen als leadzanger te horen in de nummers SOS, Kidz en What do you want from me.

### Solocarrière
Na de breuk van Take That in 1996 probeerde Owen een carrière op te starten als solozanger. Zijn debuutsingle werd het nummer Child, dat in diverse landen de top 10 bereikte, waaronder in Vlaanderen (7de plaats) en het Verenigd Koninkrijk (3e plaats). In Nederland viel het succes met een 27ste plaats echter tegen. De tweede single, Clementine, leverde hem in zijn thuisland opnieuw een top 3-hit op, maar sloeg internationaal gezien niet aan. In december 1996 verscheen Owens debuutalbum Green man, dat vrijwel geheel door hemzelf geschreven was en invloeden uit de Britpop bevatte. Vanwege zeer matige verkoopcijfers werd Owen vervolgens op straat gezet door zijn platenlabel RCA.
Nadat hij onderdak had gevonden bij Island Records bracht Owen in 2003 zijn tweede album In your own time uit. De hiervan afkomstige single Four minute warning kwam in het Verenigd Koninkrijk tot de vierde positie. De volgende singles flopten echter, waarna Owen wederom op zoek moest naar een nieuwe platenmaatschappij. In eigen beheer bracht hij in 2005 het album How the mighty fall uit, dat nog slechter ontvangen werd dan zijn eerste twee platen. In 2013 kondigde Owen zijn vierde album aan, getiteld The art of doing nothing. Het verscheen in juni van dat jaar en behaalde bescheiden noteringen in Vlaanderen, het Verenigd Koninkrijk en Italië. De eerste single van dit album werd het nummer Stars.

## Privéleven
Owen is sinds 2009 getrouwd met actrice Emma Ferguson. Het echtpaar heeft drie kinderen.

## Discografie

### Albums
| Album met eventuele hitnotering(en) in de Nederlandse Album Top 100 | Datum van verschijnen | Datum van binnenkomst | Hoogste positie | Aantal weken | Opmerkingen |
| ------------------------------------------------------------------- | --------------------- | --------------------- | --------------- | ------------ | ----------- |
| Green man                                                           | 02-12-1996            | 21-12-1996            | 62              | 5            |             |
| In your own time                                                    | 03-11-2003            | -                     | -               | -            |             |
| How the mighty fall                                                 | 18-04-2005            | -                     | -               | -            |             |
| The art of doing nothing                                            | 07-06-2013            | -                     | -               | -            |             |

| Album met hitnotering(en) in de Vlaamse Ultratop 200 albums | Datum van verschijnen | Datum van binnenkomst | Hoogste positie | Aantal weken | Opmerkingen |
| ----------------------------------------------------------- | --------------------- | --------------------- | --------------- | ------------ | ----------- |
| Green man                                                   | 1996                  | 21-12-1996            | 25              | 9            |             |

### Singles
| Single met eventuele hitnotering(en) in de Nederlandse Top 40 | Datum van verschijnen | Datum van binnenkomst | Hoogste positie | Aantal weken | Opmerkingen                 |
| ------------------------------------------------------------- | --------------------- | --------------------- | --------------- | ------------ | --------------------------- |
| Child                                                         | 1996                  | 07-12-1996            | 27              | 4            | Nr. 28 in de Single Top 100 |
| Clementine                                                    | 1997                  | 22-02-1997            | tip13           | -            | Nr. 49 in de Single Top 100 |
| I am what I am                                                | 1997                  | -                     | -               | -            |                             |
| Four minute warning                                           | 2003                  | 30-08-2003            | tip9            | -            | Nr. 52 in de Single Top 100 |
| Alone without you                                             | 2003                  | -                     | -               | -            |                             |
| Makin' out                                                    | 2004                  | -                     | -               | -            |                             |
| Believe in the boogie                                         | 2005                  | -                     | -               | -            |                             |
| Hail Mary                                                     | 2005                  | -                     | -               | -            |                             |
| Stars                                                         | 2013                  | -                     | -               | -            |                             |

| Single met hitnotering(en) in de Vlaamse Ultratop 50 | Datum van verschijnen | Datum van binnenkomst | Hoogste positie | Aantal weken | Opmerkingen |
| ---------------------------------------------------- | --------------------- | --------------------- | --------------- | ------------ | ----------- |
| Child                                                | 1996                  | 30-11-1996            | 7               | 11           |             |
| Clementine                                           | 1997                  | 15-03-1997            | 50              | 1            |             |

- Biblioteca Nacional de España: XX1251123
- Bibliothèque nationale de France: cb14213171s (data)
- Catàleg d'autoritats de noms i títols de Catalunya: 981058524794506706
- Gemeinsame Normdatei: 120860899
- International Standard Name Identifier: 0000 0000 6402 8273
- Library of Congress Control Number: nb96030478
- MusicBrainz: dd623af1-5e1d-4dd3-b480-98ce8d4f5178
- Nationale Bibliotheek van Israël: 987007375820905171
- Nederlandse Thesaurus van Auteursnamen: 159678935
- Système universitaire de documentation: 119557797
- Virtual International Authority File: 56101347
- WorldCat: E39PBJvxwkqcDqHXjr7wkyYMfq